# José Bonifácio (São Paulo)
Pour les articles homonymes, voir José Bonifácio.
José Bonifácio est une municipalité brésilienne de l'État de São Paulo et la Microrégion de São José do Rio Preto.